# Pierre Poyet
Pour les articles homonymes, voir Poyet.
Pierre Poyet (magistrat de la Renaissance), avocat et conseiller du roi, sénéchal d'Anjou ainsi que maire d'Angers.
Pierre Poyet est issu d'une famille de la bourgeoisie angevine. Il est le fils de Guy Poyet et de Marguerite Hellaud. Il est le frère de Guillaume Poyet, chancelier du roi.
Pierre Poyet fut avocat du roi à la sénéchaussée d'Angers, conseiller du roi, sénéchal et lieutenant général de l'Anjou.
Il devint échevin de la cité d'Angers en 1517.
Il fut, à plusieurs reprises, désigné maire de la ville d'Angers. Il assuma ainsi, par trois fois, la charge de premier magistrat de la capitale de l'Anjou lors de trois périodes distinctes : 
- 1519-1520 ;
- 1532-1533 ;
- 1541-1543.

On lui doit le premier véritable Hôtel de ville
Pierre Poyet se maria deux fois, avec Charlotte Thévin, puis avec Claude de Landevy. 
Il eut six enfants dont une fille, Marguerite avec sa première femme, et cinq autres enfants avec sa seconde épouse : 
- Hervé, chanoine d'Angers et curé de Cheffes-sur-le-Loir ;
- Hélye, écuyer ;
- Jacqueline ;
- Jeanne ;
- Antoinette.

Pierre Poyet meurt le 21 février 1543 sans avoir pu terminer son dernier mandat municipal.

## Sources
1. ↑  Jean François Bodin, Recherches historiques sur l'Anjou et ses monumens : Angers et le Bas-Anjou, 1823, 620 p. (lire en ligne), p. 579.
2. ↑  « http://www.angers.fr/decouvrir-angers/en-histoire/aide-memoire/pour-s-informer/les-maires-d-angers/repertoire-des-maires-d-angers-de-1475-a-1790/ »(Archive.org • Wikiwix • Archive.is • Google • Que faire ?)
3. ↑  Mélanges tirés d'une grande bibliothèque ... : De la lecture des livren françois, 1783, 410 p. (lire en ligne), p. 102.
4. ↑  http://www.odile-halbert.com/Famille/POYET.pdf